# Little Saigon

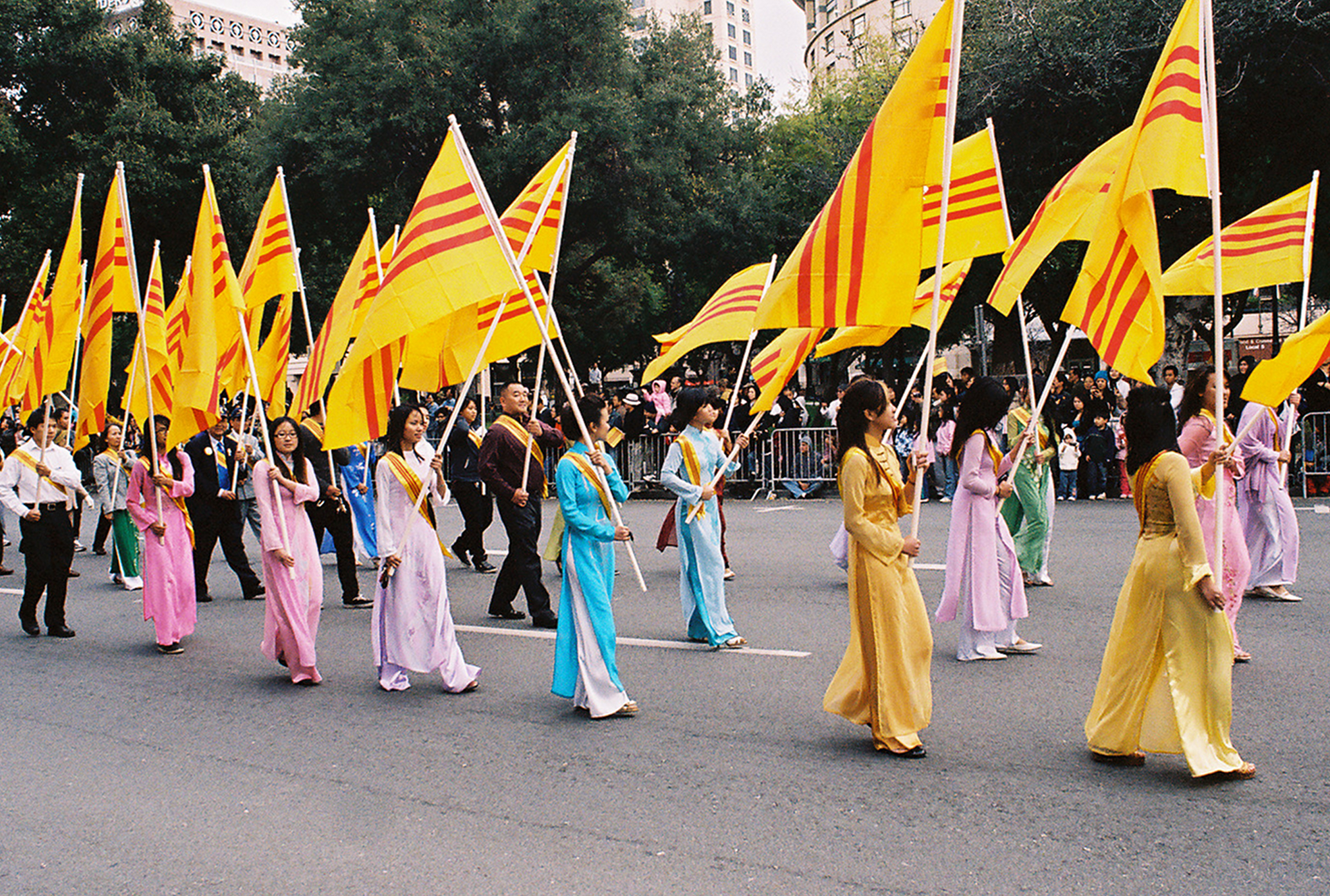
Défilé à Little Saigon lors du Nouvel An vietnamien de 2009.

Little Saigon est le nom donné à plusieurs communautés d'immigrants vietnamiens en dehors du Viêt Nam, fuyant le régime communiste en 1975, généralement aux États-Unis. Saigon est l'ancien nom de la capitale de la République du Viêt Nam, d'où sont issus un grand nombre d'immigrants vietnamiens.
Les plus anciennes et importantes communautés vietnamiennes américaines (n'étant pas forcément toutes nommées Little Saigon) sont situées dans le Comté d'Orange ainsi qu'à San José en Californie et Houston au Texas. De plus petites communautés existent également, notamment les plus récents arrondissements vietnamiens commerciaux de San Francisco, San Diego et Sacramento, en Californie, Oklahoma City dans l'Oklahoma, La Nouvelle-Orléans en Louisiane et Orlando en Floride.
En outre, les Vietnamiens américains d'origine chinoise sont impliqués dans le commerce et apportent des éléments typiquement vietnamiens dans la plupart des Chinatown, atténuant ainsi les différences entre Chinatown et Little Saigon, comme les Chinatown de Las Vegas, Chicago, Boston, Bellaire à Houston ou Honolulu.   

## Source

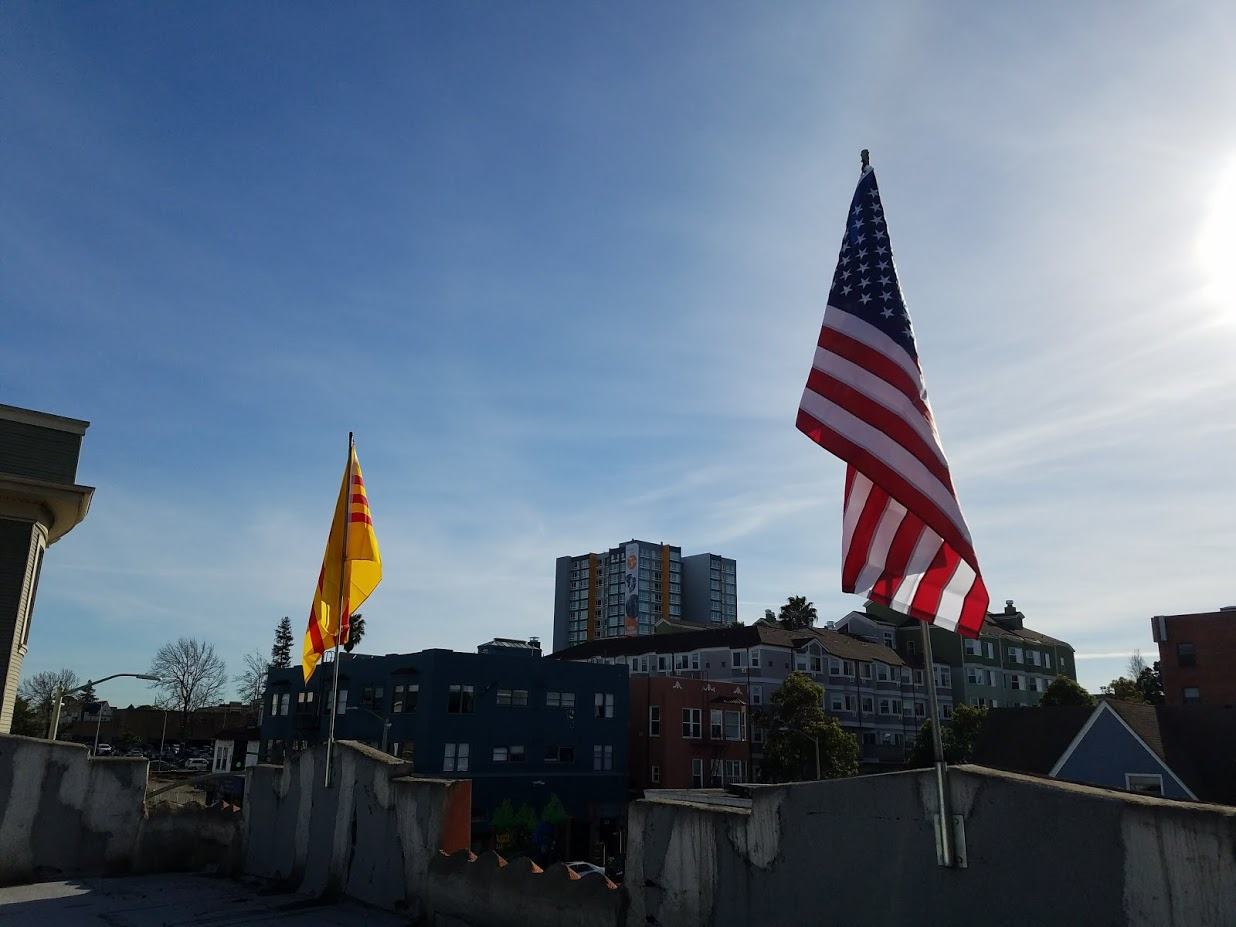
Drapeaux de la république du Viêtnam et des États-Unis flottant à Little Saigon.

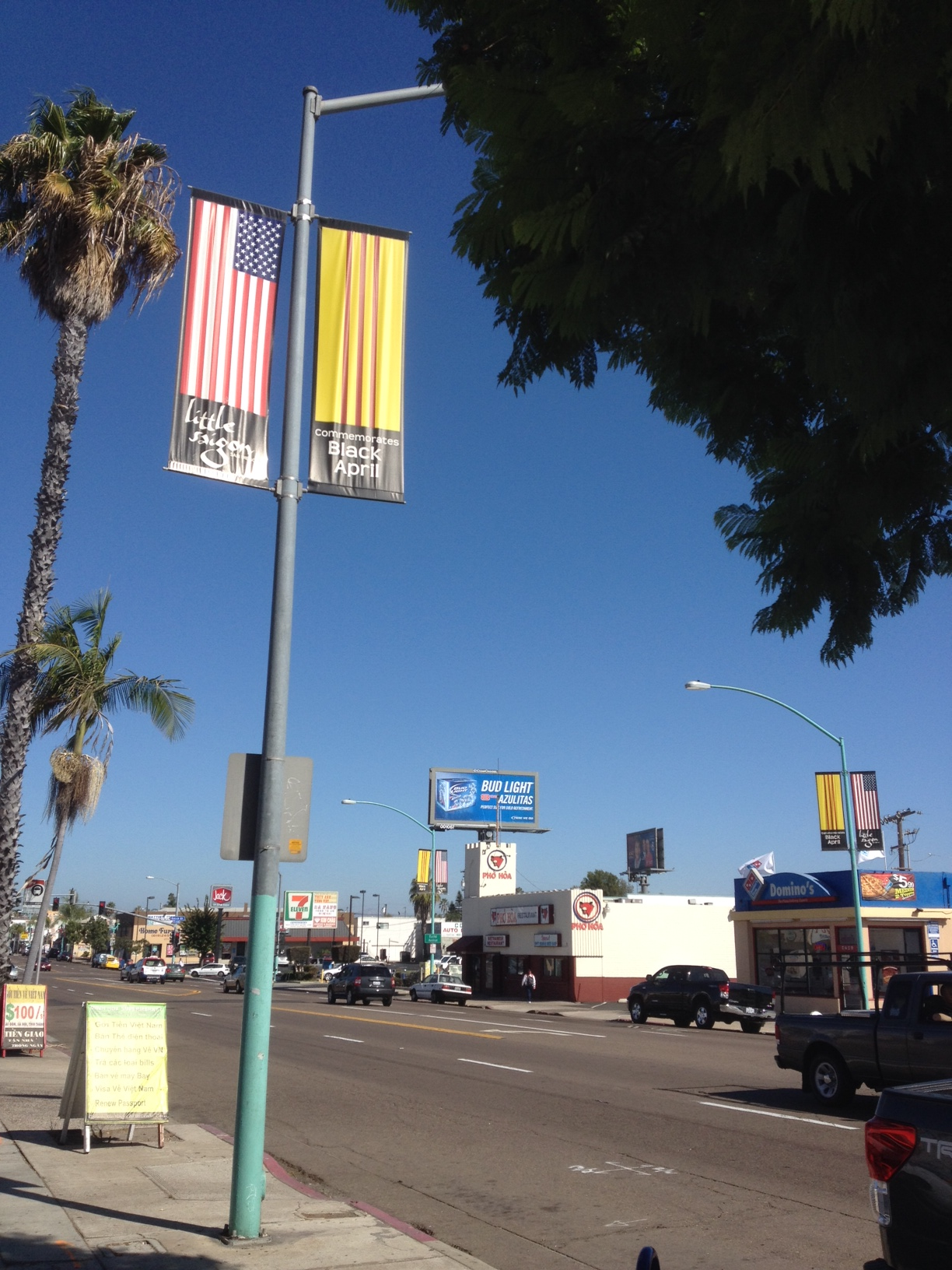
Little Saigon à San Diego, en Californie.

- (en) Cet article est partiellement ou en totalité issu de l’article de Wikipédia en anglais intitulé « Little Saigon » (voir la liste des auteurs).